# Чинти
Чинти — короткометражный мультфильм 2011 года, снятый режиссёром Натальей Мирзоян в технике сыпучих материалов (различные сорта чая).

## Этимология
Чинти — в переводе с хинди значит муравей.

## Сюжет
Фильм Чинти рассказывает о муравье, мечтающем о Тадж-Махале и поставившему перед собой цель самому построить его из различного мусора и отходов.

## История
Мультфильм, выполненный в технике чайной анимации, был снят Натальей Мирзоян в 2011 году. 
В 2012 году картина участвовала в ряде международных конкурсов. Анимационная лента была отобрана в конкурсную программу «Generation» Берлинского кинофестиваля. Кроме этого мультфильм был представлен в номинации «лучший короткометражный фильм» крупнейшего международного анимационного фестиваля Анси (или Анесси).

## Награды
- 2012 — XVII Открытый Российский Фестиваль анимационного кино в Суздале: Приз «За лучшее изобразительное решение».[4]
- 2012 — XX Фестиваль российского кино «Окно в Европу» в Выборге: Диплом «За изобретательное использование чая в создании живописной истории об индийском муравье».[5]
- 2012 — специальный приз анимационного фестиваля в Хиросиме.[1]
- 2012 — гран-при в номинации «Лучший короткометражный фильм» анимационного фестиваля «РеАнимания 2012»(Ереван.)[6]
- 2012 — лучший анимационный фильм кинофестиваля «Лучезарный ангел».[7]